# جيمس هويل
جيمس كليفورد هويل (بالإنجليزية: James Howell)‏ (ولد في 17 ماي 1967) بلندن وهو أستاذ كبير انجليزي وكاتب عن الشطرنج، حقق لقب الأستاذ الدولي في 1985 ولقب الأستاذ الكبير بعد عشر سنوات عام 1995، وصل أعلى تصنيف له في جويلية 1995 وقدره 2525  ثم أصبح غير نشط ولا يشارك في البطولات منذ 1996.

## كتب
- جيمس هويل (1997)، نهايات لعب أساسية: دليل اللاعب في البطولة

Howell, James (1997), Essential Chess Endings: The tournament player's guide, Batsford, ISBN 0-7134-8189-7

## روابط خارجية
- جيمس هويل على موقع الاتحاد الدولي للشطرنج (الإنجليزية)
- جيمس هويل على موقع مباريات الشطرنج (الإنجليزية)
- جيمس هويل على موقع 365Chess.com (الإنجليزية)
- جيمس هويل على موقع Chesstempo.com (الإنجليزية)

- جيمس هويل في موقع الاتحاد الدولي للشطرنج
- جيمس هويل في موقع مباريات الشطرنج